# Cantone di Berlaimont
Il Cantone di Berlaimont era una divisione amministrativa dell'arrondissement di Avesnes-sur-Helpe.
È stato soppresso a seguito della riforma complessiva dei cantoni del 2014, che è entrata in vigore con le elezioni dipartimentali del 2015.
Comprendeva i comuni di:
- Aulnoye-Aymeries
- Bachant
- Berlaimont
- Écuélin
- Hargnies
- Leval
- Monceau-Saint-Waast
- Noyelles-sur-Sambre
- Pont-sur-Sambre
- Saint-Remy-Chaussée
- Sassegnies
- Vieux-Mesnil